# 525 Adelaide
525 Adelaide este un asteroid din centura principală, descoperit pe 21 octombrie 1908, de Joel Metcalf.